# Psarocolius guatimozinus
La oropéndola negra, cacique negro o conoto negro (Psarocolius guatimozinus) es una especie de ave paseriforme de la familia Icteridae que se encuentra en el noroeste de Colombia y Panamá.

## Descripción
El macho mide alrededor de 46 cm de longitud y la hembra 39,5 cm. Presenta pico de base negra y punta anaranjada, y una carúncula azul en las mejillas con una línea rosada en el borde inferior rosado. Su plumaje es mayoritariamente negro, con la espalda, el obispillo, la zona infracaudal y parte de las coberteras de las alas de color pardo oscuro. La cola es amarilla, con dos plumas centrales negras.

## Hábitat
Vive en el borde del bosque muy húmedo o en partes parcialmente claras del bosque con árboles altos, a menos de 800 m de altitud.